# Johan Palmborg
Johan Palmborg, född på 1600-talet, död 7 februari 1741, var en svensk borgmästare, riksdagsledamot och politiker.

## Biografi
Johan Palmborg föddes på 1600-talet. Han blev 1708 regementsskrivare vid Helsingborgs regemente och senare landssekreterare i Västernorrlands län. Palmborg blev 1722 justitieborgmästare i Gävle och var riksdagsman för borgarståndet vid riksdagen 1723, riksdagen 1726–1727, riksdagen 1731 och riksdagen 1734. Han avled 1741.